# Lithophyllum aninae
Lithophyllum aninae Foslie, 1907 é o nome botânico de uma espécie de algas vermelhas pluricelulares do gênero Lithophyllum, família Corallinaceae.
- São algas marinhas encontradas nas ilhas de Cabo Verde.

## Sinonímia
- Não apresenta sinônimos.